# Oóide

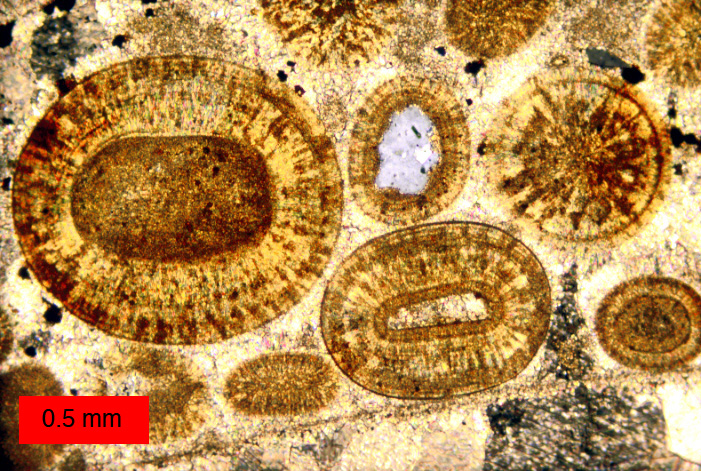
Oóides em lâmina delgada de amostra da Formação Carmel, Utah (Jurássico).

Oóide é uma concreção pequena (geralmente inferior a 2 mm), esférica ou elipsoidal de carbonato de cálcio (CaCO3) que geralmente se formou em torno de um “núcleo”, como um fragmento de casca ou um grão de quartzo. A palavra ooide é derivada de uma antiga palavra grega que significa ovo.